# Federació de Futbol de Guyana
La Federació de Futbol de Guyana, també coneguda per les sigles GFF (Guyana Football Federation, en anglès) és l'òrgan de govern del futbol de Guyana. La GFF va ser fundada l'any 1902 i va afiliar-se a la Federació Internacional de Futbol Associació (FIFA) l'any 1970, a la Confederació del Nord, Centreamèrica i el Carib de Futbol Associació (CONCACAF) l'any 1961 i a la Unió Caribenya de Futbol (CFU) l'any 1978.
Guyana està geogràficament en territori sud-americà, però per raons històriques la GFF, juntament amb l'Associació Surinamesa de Futbol i la Lliga de Futbol de la Guaiana Francesa, mai no ha estat afiliada a la Confederació Sud-americana de Futbol (CONMEBOL).
La GFF gestiona, regula i promociona el futbol de totes les categories a través de nou associacions regionals membres de la Federació i cinc associacions afiliades.
L'any 1990 es va crear la Lliga guyanesa de futbol (GFF National Super League, en anglès). Anteriorment no existia cap campionat nacional de lliga i només es disputaven campionats regionals. La lliga regional més important va ser la Lliga Georgetown. La lliga guyanesa la disputaven setze clubs i va ser substituïda per la GFF Elite League que, des de l'any 2015, la disputen deu clubs, és la competició més important de Guyana i dona accés al Campionat de clubs de la CFU i a la Lliga de Campions de la CONCACAF.
A Guyana existeixen dues competicions per eliminatòries directes, la Kashif & Shanghai Knockout Tournament, que va ser fundada l'any 1990, i la Mayors Cup, fundada l'any 1999.